# Angelonia angustifolia
Espèce
Angelonia angustifolia est une espèce de plantes de la famille des Plantaginacées originaire d'Amérique centrale.